# Karl Oberg
Karl Albrecht Oberg (Hamburg, 27 januari 1897 - Flensburg, 3 juni 1965) was een Duitse militair tijdens de Eerste Wereldoorlog.
Tijdens de Tweede Wereldoorlog was hij SS-Obergruppenführer (luitenant-generaal) en hoofd van de politie in België en Frankrijk van 1942 tot 1944. Hij werkte hierbij nauw samen met het Vichy-regime. Hij was actief betrokken bij de uitvoering van de Holocaust.
Na de oorlog werd hij in juni 1945 gearresteerd door de Amerikaanse militaire politie. Oberg werd in 1946 uitgeleverd aan Frankrijk, waar hij door een Franse rechtbank in 1954 ter dood werd veroordeeld. Deze straf werd door de Franse president René Coty in 1958 omgezet in levenslang. In 1962 verleende de Franse president Charles de Gaulle hem gratie. Oberg overleed drie jaar later.

## Carrière
Oberg bekleedde verschillende rangen in zowel de Allgemeine-SS als Waffen-SS. De volgende tabel laat zien dat de bevorderingen niet synchroon liepen.
| Datum                                         | Pruisische leger                 | Allgemeine-SS          | Politie                          | Waffen-SS                |
| --------------------------------------------- | -------------------------------- | ---------------------- | -------------------------------- | ------------------------ |
| Augustus 1914                                 | Kriegsfreiwilliger               | —                      | —                                | —                        |
| 1915                                          | Fahnenjunker (aspirant-officier) | —                      | —                                | —                        |
| 21 september 1916 (zonder Patent)             | Leutnant                         | —                      | —                                | —                        |
| 1918 (van 18 november 1915)                   | Patent verkregen                 | —                      | —                                | —                        |
| 7 april 1932 - 17 augustus 1932               | —                                | SS-Anwärter            | —                                | —                        |
| 15 mei 1933                                   | —                                | SS-Truppführer         | —                                | —                        |
| 1 juli 1933                                   | —                                | SS-Sturmführer         | —                                | —                        |
| 25 september 1933                             | —                                | SS-Obersturmführer     | —                                | —                        |
| 7 maart 1934                                  | —                                | SS-Sturmhauptführer    | —                                | —                        |
| 15 juni 1934                                  | —                                | SS-Sturmbannführer     | —                                | —                        |
| 6 juli 1934 (met ingang van 4 juli 1934)      | —                                | SS-Obersturmbannführer | —                                | —                        |
| 4 april 1935 (met ingang van 20 april 1935)   | —                                | SS-Standartenführer    | —                                | —                        |
| 6 januari 1939                                | —                                | —                      | Kommissarischer Polizeipräsident | —                        |
| 20 april 1939                                 | —                                | SS-Oberführer          | —                                | —                        |
| 4 oktober 1939                                | —                                | —                      | Polizeipräsident                 | —                        |
| 20 april 1942                                 | —                                | SS-Brigadeführer       | —                                | —                        |
| 31 maart 1942                                 | —                                | —                      | Generalmajor in de politie       | —                        |
| 20 april 1943                                 | —                                | SS-Gruppenführer       | Generalleutnant in de politie    | —                        |
| 30 juli 1944 (met ingang van 1 augustus 1944) | —                                | SS-Obergruppenführer   | Generaal in de politie           | —                        |
| 6 februari 1945 (met ingang van 1 juli 1944)  | —                                | —                      | —                                | Generaal in de Waffen-SS |

## Lidmaatschapsnummers
- NSDAP-nr. 575 205[14][18] (lid geworden 1 juni 1931[12][16])
- SS-nr. 36 075[14][18] (lid geworden 7 april 1932[12][16])

## Decoraties
Selectie:
- IJzeren Kruis 1914, 1e Klasse[15][18] en 2e Klasse[15][12]
- Kruis voor Oorlogsverdienste, 1e Klasse (30 januari 1943) en 2e Klasse (1942) met Zwaarden[15][12][16]
- Erekruis voor Frontstrijders in de Wereldoorlog[15][12]
- Herhalingsgesp bij IJzeren Kruis 1914, 2e klasse op 27 november 1944[12][16]
- Julleuchter der SS op 16 december 1935[12]
- Hanseatenkruis van Hamburg[12]
- Medaille ter Herinnering aan de 13e Maart 1938[12]
- Anschlussmedaille met gesp „Prager Burg“[12]

- Gemeinsame Normdatei: 122901215
- International Standard Name Identifier: 0000 0000 2206 3900
- Système universitaire de documentation: 155000608
- Virtual International Authority File: 907124
- WorldCat: E39PBJdh6ybmFfbKKK6vcP7j4q